# Oxystomina alpha
Oxystomina alpha is een rondwormensoort uit de familie van de Oxystominidae. De wetenschappelijke naam van de soort is voor het eerst geldig gepubliceerd in 1937 door Chitwood.